# Torre Azadi
Torre Āzādi ou Torre da Liberdade (em persa: برج آزادی; romaniz.: Borj-e Āzādi) é o símbolo de Teerã. A torre, construída em 1971 por ocasião das comemorações dos 2 500 anos do Império Persa, foi chamada originalmente Shahyād (em persa, شهیاد),, que significa ("memorial dos reis"). Passou a chamar-se Azadi ("liberdade") a partir dos protestos que tiveram lugar em 12 de dezembro de 1978 que conduziriam à Revolução de 1979.
Foi concebida pelo arquiteto Hossein Amanat, que aos 24 anos apresentou o projeto vencedor do concurso realizado em 1966. A Torre Azadi combina os elementos arquitetônicos do período Sassânida e da arquitetura islâmica. Tem 45 m de altura e é inteiramente revestida por 25 000 placas de mármore branco de Isfahan. Um museu e várias fontes completam o conjunto.
A torre está situada no centro da Praça Azadi (em persa: میدانِ آزادی; romaniz.: Miyáni Azadí), cuja área é de 50 000 m². Nessa praça aconteceram as manifestações que levaram à Revolução de 1979.